# Pilosella dubia
Pilosella dubia — вид рослин із родини айстрових (Asteraceae).

## Середовище проживання
Зростає у Європі — Норвегія, Швеція, Фінляндія, Данія, Німеччина, Австрія, Польща, Чехія, Угорщина, Румунія, Естонія, Латвія, Литва, Україна, євр. Росія.